# Jaume Hernández
Jaume Hernández (Reus, segle xviii) va ser músic i mestre de capella a l'església prioral de la seva ciutat.
Es desconeix en detall la seva biografia. L'historiador reusenc Andreu de Bofarull diu que era llicenciat en teologia i que va exercir de mestre de capella des del 1758 al 1786 a l'església de Reus. També explica que havia posat música a diversos villancets compostos amb motiu de prendre els hàbits algunes religioses del convent de les Carmelites. Va escriure i musicar una sarsuela sacra titulada El Hijo, y esposo sabio que erige trono, y coloca en él a su madre, y esposa publicada a Reus per Rafael Compte, que es va estrenar el 1771 amb motiu de la inauguració del cambril de la Mare de Déu de Misericòrdia a la seva ermita.
Bofarull també diu que segurament era l'autor o almenys va millorar i posar al dia, la música popular de les antigues danses dels gremis que es ballaven per la festa major: com la de Galeres, la de Moros i Cristians, la de Cavallets, i d'altres.